# Anadenanthera
Anadenanthera je biljni rod iz porodice mahunarki smješten u tribus Mimoseae. Pripadaju mu dvije vrste stabala raširene po Južnoj Americi i Karibima.

## Vrste
1. Anadenanthera colubrina (Vell.) Brenan
2. Anadenanthera peregrina (L.) Speg.

## Sinonimi
- Niopa (Benth.) Britton & Rose